# Unterkiefer von Ternifine
Koordinaten: 35° 30′ 0″ N, 0° 20′ 0″ O

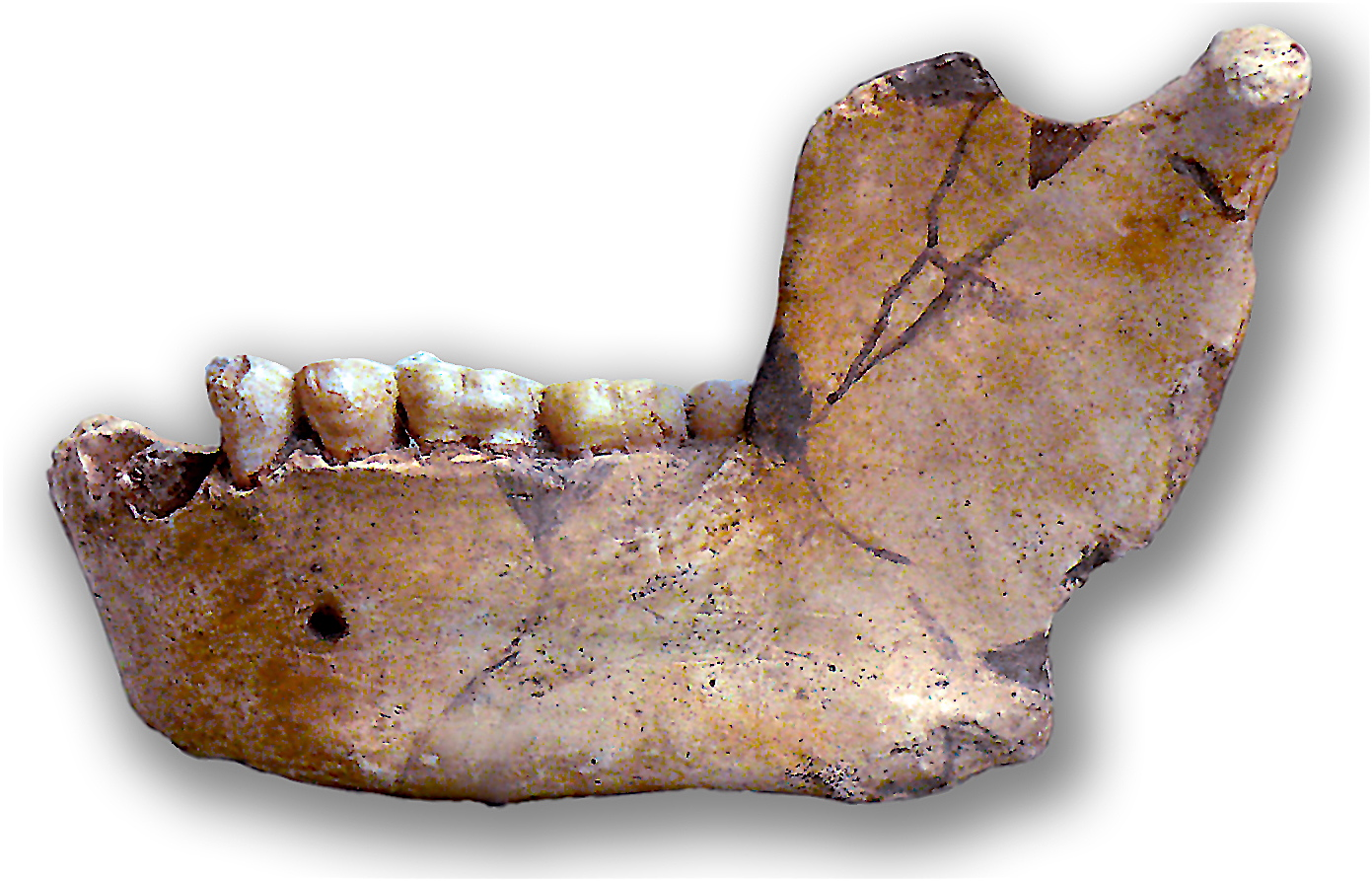
Einer der Unterkiefer von Ternifine (heute: Tighénif) in Algerien, daher als Ternifine 3 bezeichnet

Der Unterkiefer von Ternifine (heute: Tighénif), auch als Ternifine 1 oder Tighenif 1 bezeichnet, wurde 1954 in einem Steinbruch 20 km östlich von Muaskar im Nordwesten Algeriens entdeckt. Die Fundstätte war bereits 1872 bekannt geworden, und 1931 wurde dort erstmals gegraben. Von 1954 bis 1956 fanden weitere Grabungen statt, dann erneut durch ein französisch-algerisches Team von 1981 bis 1983.
Tighénif 1 wurde von Camille Arambourg 1954/55 in mehreren Veröffentlichungen zunächst als  Atlanthropus mauritanicus  oder Homo mauritanicus bezeichnet. Heute gilt er als lokale Variante des Homo erectus und wird daher gelegentlich als Homo erectus mauritanicus bezeichnet.
Der Unterkiefer wurde auf ein Alter von etwa 700.000 Jahren datiert, doch auch 780.000 Jahre werden genannt. Damit handelt es sich um die ältesten menschlichen Überreste Nordwestafrikas.
Die nach Tighénif 1 gefundenen homininen Fossilien bestehen aus zwei Unterkiefern (Tighénif 2, 3), einem Scheitelbein (Tighénif 4) und mehreren Zähnen, von denen vier wohl von einem 8 bis 10 Jahre alten Kind stammen.
Die ursprüngliche Bezeichnung Atlanthropus mauritanicus verwies auf den Fundstätte in der Nähe des Atlas-Gebirges und auf altgriechisch ἄνθρωπος ánthropos, deutsch ‚Mensch‘ sowie auf Mauritania, zwei Provinzen des Römischen Reiches im Gebiet der heutigen Staaten Algerien und Marokko. Verwahrort der Funde ist das Laboratoire de Paléontologie des Muséum national d’histoire naturelle in Paris.

## Belege
1. ↑  Camille Arambourg: L’Hominien fossile de Ternifine (Algerie). In: Comptes Rendus de l’Académie des Sciences de Paris. Band 239, 1954, S. 893–895.
2. ↑  Camille Arambourg: Le gisement pléistocène de Ternifine et l'Atlanthropus. In: Bulletin de la Société belge de géologie, de paléontologie et d’hydrologie. Band 65, 1954, S. 132–136, Volltext (PDF; 0,5 MB).
3. ↑  Camille Arambourg: Récentes découvertes de paléontologie humaine réalisées en Afrique du Nord française (L'Atlanthropus de Ternifine - L'Hominien de Casablanca). In: J. D. Clark, S. Cole (Hrsg.): Third Panafrican Congress on Prehistory. Livingstone 1955. London 1957, S. 186–194.
4. ↑  Camille Arambourg: Le gisement de Ternifine et l'Atlanthropus. In: Bulletin de la Société préhistorique de France. Band 52, Nr. 1–2, 1955, S. 94–95.
5. ↑  Denis Geraads, Jean-Jacques Hublin et al.: The Pleistocene Hominid Site of Ternifine, Algeria: New Results on the Environment, Age, and Human Industries. In: Quaternary Research. Band 25, Nr. 3, 1986, S. 380–386 [hier: 386], doi:10.1016/0033-5894(86)90008-6, Volltext (PDF; 0,5 MB).
6. ↑  Eintrag Tighenif in: Bernard Wood (Hrsg.): Wiley-Blackwell Student Dictionary of Human Evolution. John Wiley & Sons, 2015, S. 429.
7. ↑  Denis Geraads: The Faunal Context of Human Evolution in the Late Middle/Late Pleistocene of Northwestern Africa. In: Jean-Jacques Hublin, Shannon P. McPherron (Hrsg.): Modern Origins. A North African Perspective. Springer 2012, S. 49–60, hier: S. 54.
8. ↑  Ian Shaw, Robert Jameson (Hrsg.): A Dictionary of Archaeology. Wiley & Sons 2002, S. 570.
9. ↑  Eintrag Tighenif In: Bernard Wood (Hrsg.): Wiley-Blackwell Encyclopedia of Human Evolution. 2 Bände. Wiley-Blackwell, Chichester u. a. 2011, ISBN 978-1-4051-5510-6, S. 784 f.